# El padre de Caín
El padre de Caín es una miniserie española producida por Mediaset España, basada en la novela homónima escrita por Rafael Vera. La serie fue grabada en Llanes, Avilés, Gijón, Oviedo y San Sebastián (incluidos los exteriores del cuartel de Intxaurrondo). Consta de dos capítulos que fueron ofrecidos por Telecinco en 2016. El guion fue escrito por Michel Gaztambide y Alejandro Hernández.

## Sinopsis
España, años 1980. El joven Eloy Rodríguez, teniente de la Guardia Civil, solicita voluntariamente como destino temporal el peligroso cuartel de Intxaurrondo en San Sebastián, lo que le permitirá más adelante solicitar el destino que desee y podrá formar parte de la avanzada del antiterrorismo. Por este motivo, deja a su esposa embarazada en el Madrid pregolpista para enfrentarse solo al acoso abertzale, los secuestros y atentados etarras. Sin embargo, en medio de esa atmósfera de violencia, miedo y silencio, se refugiará en un amor ilícito y breve que marcará su destino y el de su familia, incluso más de veinte años después. 

## Reparto

### Reparto principal[2]
- Quim Gutiérrez - Teniente Eloy Rodríguez, coronel (20 años después)
- Aura Garrido - Begoña, dueña de una pensión de San Sebastián
- Patxi Freytez - Sargento Enrique Delgado
- Luis Bermejo - Comandante y jefe del cuartel de Intxaurrondo

#### Con la colaboración especial de
- Oona Chaplin - Mercedes, mujer de Eloy
- Luis Zahera - Bermejo

### Reparto secundario
- Cristina Plazas -  Madre de Mercedes
- Teresa Hurtado de Ory - Teresa, mujer de Enrique (Episodio 1)
- Eduardo Lloveras - Carmelo (Episodio 1)
- Javier Hernández - Cabo Quintana (Episodio 1)
- Ricardo Gómez - Daniel, hijo de Eloy y Mercedes †  (Episodio 2)
- Patrick Criado - Ander, hijo de Begoña (Episodio 2)

## Episodios y audiencias
| Temporada | Temporada | Episodios | Estreno                | Final                  | Audiencia media | Audiencia media | Audiencia media |
| Temporada | Temporada | Episodios | Estreno                | Final                  | Espectadores    | Cuota           |                 |
| --------- | --------- | --------- | ---------------------- | ---------------------- | --------------- | --------------- | --------------- |
|           | 1         | 2         | 6 de diciembre de 2016 | 7 de diciembre de 2016 | 2 871 000       | 16,8%           |                 |

### Primera temporada (2016)
| N.º (serie) | Título                   | Director       | Fecha de emisión       | Audiencia         |
| ----------- | ------------------------ | -------------- | ---------------------- | ----------------- |
| 1           | «La tortuga y el águila» | Salvador Calvo | 6 de diciembre de 2016 | 3 223 000 (19,0%) |
| 2           | «Síndrome del norte»     | Salvador Calvo | 7 de diciembre de 2016 | 2 518 000 (14,5%) |

## Especiales derivados de la serie
| N.º Episodio | Título               | Fecha de emisión       | Audiencia         |
| ------------ | -------------------- | ---------------------- | ----------------- |
| 1            | «Los años del plomo» | 6 de diciembre de 2016 | 1 269 000 (14,5%) |
| 2            | «Maldito destino»    | 7 de diciembre de 2016 | 1 200 000 (12,4%) |